# Vincent Pieter Adriaan Beelaerts van Blokland
Jhr. Vincent Pieter Adriaan Beelaerts van Blokland (Den Haag, 7 juni 1889 – aldaar, 4 oktober 1970) was een Nederlands politicus van de CHU. 
Hij werd geboren als zoon van Vincent Johan Gerard Beelaerts van Blokland (1849-1924; kandidaat-notaris) en Henriette Jeanne Adelaide van Pallandt (1864-1953). Hij werkte bij de gemeentesecretarie van Loosduinen voor hij in 1919 benoemd werd tot burgemeester van Heerjansdam. Eind 1940 werd hij daarnaast waarnemend burgemeester van Barendrecht en ruim een half jaar later volgde daar zijn benoeming tot burgemeester met gelijktijdig ontslag als burgemeester van Heerjansdam. Barendrecht kreeg in 1943 een NSB'er als burgemeester maar na de bevrijding keerde Beelaerts van Blokland terug in zijn oude functie. Daarnaast was hij vanaf midden 1945 een jaar waarnemend burgemeester van Heerjansdam. Hij ging in 1954 met pensioen en overleed in 1970 op 81-jarige leeftijd.
Zijn zoon Pieter Beelaerts van Blokland was burgemeester van onder andere Amstelveen en werd later minister van Volkshuisvesting, Ruimtelijke Ordening en Milieubeheer en Commissaris van de Koningin van Utrecht.